# Friaucourt
Friaucourt é uma comuna francesa na região administrativa de Altos da França, no departamento de Somme. Estende-se por uma área de 4,16 km². Em 2010 a comuna tinha 723 habitantes (densidade: 173,8 hab./km²).